# Onitis cupreus
Onitis cupreus är en skalbaggsart som beskrevs av François Louis Nompar de Caumont de Laporte 1840. Onitis cupreus ingår i släktet Onitis och familjen bladhorningar. Inga underarter finns listade i Catalogue of Life.